# 元旻
元旻（？—600年11月24日），河南郡洛阳县（今河南省洛阳市东）人，追尊魏景穆帝拓跋晃后裔，西魏华山郡王元纪曾孙，隋朝官员。

## 生平
开皇十一年五月乙巳（591年6月21日），右卫将军元旻出任左卫大将军。
开皇二十年九月，隋文帝杨坚想要废掉太子杨勇，左卫大将军、五原郡公元旻劝谏说：“废立大事，天子不会说出两个不同看法，诏书旨意一旦发布，后悔就来不及了，谗言是没有根据的，希望陛下详查。”元旻直言强争，声色俱厉，隋文帝不回答。过了几天，有关部门秉承杨素的意思，奏称左卫元旻担任宿卫官，经常曲意杨勇，有依附托身的意思。在仁寿宫，裴弘把杨勇的信在朝堂交给元旻，信封上写着不能让别人看见。隋文帝听到奏报后说：“我在仁寿宫，头发丝大的小事，东宫也能知道，比驿站快马还快，奇怪很久了，难道是这些家伙干的？”隋文帝于是派遣武士逮捕了元旻和裴弘交付司法部门审判。杨广的党羽元冑当时正好下班，没有离去，启奏说：“臣不下班，是在防备元旻。”元胄以此话激怒隋文帝，隋文帝因此下令诛杀元旻。开皇二十年十月己巳（600年11月24日），隋文帝在广阳门外召集大臣，宣读诏书说：“自古以来，朝廷危急国家混乱，都是因为奸邪谄媚的小人，造成恶党煽动迷惑，致使灾祸延及宗社，广泛毒害天下百姓，如果不严明典章制度，怎能使天下整肃清明！左卫大将军元旻，执掌禁军，委以心腹重任，陪侍在身边恩遇宠爱既高且厚，然而他包藏奸邪，挑拨君主亲戚的关系，他名声大官阶高，是罪魁祸首，为害特重，处以斩刑，妻妾子孙全部没入官府为奴。”当天，左卫大将军、五原郡公元旻被斩首处死。

## 评价
元善认为高颎有宰相的才干，曾经对隋文帝说：“杨素粗疏，苏威怯懦，元冑、元旻不过像是鸭子。可以托付国家的，只有高颎。”隋文帝认为元善说的对。